# ポール・ボスフェルト
ポール・ボスフェルト（パウル・-、Paul Bosvelt, 1970年3月26日 - ）は、オランダ出身の元サッカー選手。ポジションは守備的MF。元オランダ代表。

## 経歴
フェイエノールトへ移籍してから彼の評価は高まる。1998-1999シーズンにはエールディヴィジ優勝、2001-2002シーズンにはキャプテンとしてUEFAカップ優勝をなしとげた。その後、イングランドのマンチェスター・シティにも在籍した。
オランダ代表としては、2000年と2004年のUEFA欧州選手権に出場した。

## 獲得タイトル
フェイエノールト (1997-2003)
- エールディヴィジ 1998-99
- オランダ・スーパーカップ 1999
- UEFAカップ 2001-02